# Dalbergia florifera
Dalbergia florifera är en ärtväxtart som beskrevs av De Wild.. Dalbergia florifera ingår i släktet Dalbergia, och familjen ärtväxter. Inga underarter finns listade i Catalogue of Life.